# 中国作家出版集团
中国作家出版集团，是由中国作家协会领导、事业性质、实行企业化管理的文学出版集团。

## 简介
中国作家出版集团成立于2003年12月22日，是由中国作家协会领导、事业性质、实行企业化管理的文学出版集团。集团成员包括作家出版社，文艺报、作家文摘报，9家文学期刊（人民文学、诗刊、民族文学、中国作家、小说选刊、中国校园文学、长篇小说选刊、中华辞赋、环球企业家），2家网站（中国作家网、中国诗歌网），是中华人民共和国国内获准成立的第一家大型专业性文学出版集团。
中国作家出版集团的成员单位有：
- 作家出版社
- 文艺报
- 人民文学
- 诗刊
- 中国作家
- 民族文学
- 小说选刊
- 长篇小说选刊
- 作家文摘报
- 中国校园文学
- 中华辞赋
- 中国诗歌网
- 环球企业家[2][1]

中国作家网是中国作家协会主办、中国作家出版集团管理运营的专业文学艺术类网站。
中国作家出版集团下属企业有：
- 北京巨帆影视文化传播有限公司
- 北京中作东泰广告有限公司
- 北京中作国安文化经纪有限公司
- 北京中作大业文化咨询有限公司[1]

## 历任领导
| 管委会主任 - 张胜友（2003年12月—2008年） - 何建明（2008年—） | 党委书记 - 张胜友（2003年12月—2008年） - 何建明（2008年—） |